# Oceano in festa
Oceano in festa (Frolicking Fish) è un film del 1930 diretto da Burt Gillett. È un cortometraggio animato della serie Sinfonie allegre.

## Trama
Tutte le creature dell'oceano danzano al ritmo della musica. Un pesciolino cavalca un cavalluccio marino, un'aragosta suona l'arpa con le chele, quattro stelle marine eseguono una coreografia e un grosso polpo nero insegue un pesciolino per cibarsene, ma finisce per averne la peggio.

## Distribuzione
Il corto venne distribuito nelle sale cinematografiche statunitensi l'8 maggio 1930.